# Visconde de Belver
Visconde de Belver é um título nobiliárquico criado por D. Carlos I de Portugal, por Decreto de 19 de Março de 1890, em favor de Venâncio José Cordeiro.
Titulares
1. Venâncio José Cordeiro, 1.º Visconde de Belver.